# ایساکو یوشیدا
ایساکو یوشیدا (انگلیسی: Eisaku Yoshida؛ زادهٔ ۳ ژانویهٔ ۱۹۶۹) بازیگر، خواننده اهل ژاپن است.